# Bondyrz
Bondyrz – wieś w Polsce położona w województwie lubelskim, w powiecie zamojskim, w gminie Adamów. Leży w dolinie Wieprza, około 5 km na południowy zachód od Adamowa.
Nazwa miejscowości pochodzi od rusińskiego słowa bondar oznaczającego bednarza.
Wieś jest sołectwem w gminie Adamów. Według Narodowego Spisu Powszechnego z roku 2011 wieś liczyła 667 mieszkańców i była drugą co do liczby ludności miejscowością gminy.
Wieś jest siedzibą rzymskokatolickiej parafii Opatrzności Bożej.

## Części wsi
| SIMC    | Nazwa             | Rodzaj    |
| ------- | ----------------- | --------- |
| 0884938 | Gamlówka          | część wsi |
| 0884944 | Kątek             | część wsi |
| 0884950 | Kolonia Bondyrska | część wsi |
| 0884967 | Krakowska Ulica   | część wsi |
| 0884973 | Mazury            | część wsi |
| 0884980 | Miętałów          | część wsi |
| 0884996 | Półko             | część wsi |
| 0885004 | Rowy              | część wsi |
| 0885010 | Ulica             | część wsi |
| 0885027 | Warszawa          | część wsi |
| 0885033 | Wygon             | część wsi |

## Historia
Pierwsza wzmianka o miejscowości pochodzi z 1620 roku W 1670 r. wieś należała Piotra Latyczyńskiego, a w 1788 r. Bondyrz znajdował się w dobrach adamowskich hrabiego Antoniego Fortunata Tarnowskiego. Spis z 1827 r. notował wieś w powiecie zamojskim i parafii Krasnobród. Liczyła wówczas 66 domów i 452 mieszkańców. W 1885 r. istniał tutaj mały tartak parowy zatrudniający jednego pracownika. W 1888 r. powstała fabryka mebli giętych założona przez Wilhelma Gebethnera z Warszawy. Produkowała ona meble składane, letniskowe, salonowe, wojskowe, drabiny itp. W 1906 r. zatrudniała 63 robotników. W 1920 r. bondyrski folwark należał do dóbr Witolda Łosia. Według spisu z 1921 r. we wsi było 116 domów i 790 mieszkańców, w tym 19 Żydów i 1 Ukrainiec, natomiast folwark liczył 3 domy i 95 mieszkańców, wyłącznie Polaków. We wrześniu 1975 r. została erygowana w Bondyrzu parafia rzymskokatolicka pw. Opatrzności Bożej, a w roku 1979 założono cmentarz grzebalny o powierzchni 0,55 ha.
W latach 1954-1968 wieś należała i była siedzibą władz gromady Bondyrz, po jej zniesieniu w gromadzie Krasnobród. W latach 1975–1998 miejscowość administracyjnie należała do województwa zamojskiego.

## Muzeum
W Bondyrzu mieści się Muzeum Historyczne Światowego Związku Żołnierzy Armii Krajowej Inspektoratu Zamojskiego im. Stanisława Prusa (ps. „Adam”), dowódcy 9 Pułku Piechoty AK Ziemi Zamojskiej. Muzeum zostało utworzone i było prowadzone przez Jana Sitka (zm. 2010), który posiadał także pokaźne zbiory skamieniałości i minerałów.

## Inne informacje
W Bondyrzu znajduje się także zabytkowy młyn wodny i kościół parafialny pw. Opatrzności Bożej, zbudowany w stylu zakopiańskim w latach 1948–1949 według projektu Adama Klimka. Oprócz wyznawców kościoła rzymskokatolickiego są w Bondyrzu również Świadkowie Jehowy.

## Galeria zdjęć

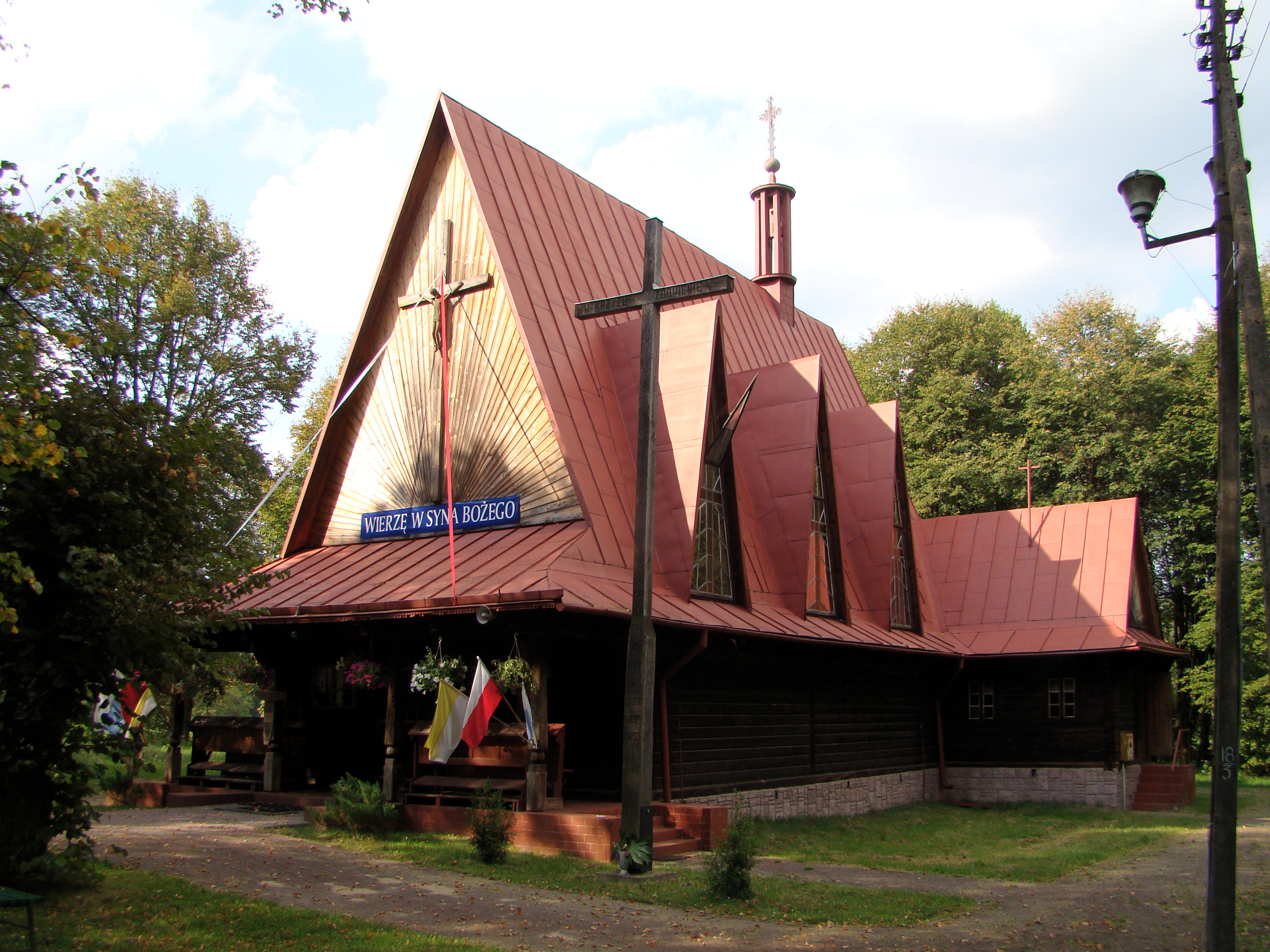
Bondyrz - kościół pw. Świętej Bożej Opatrzności
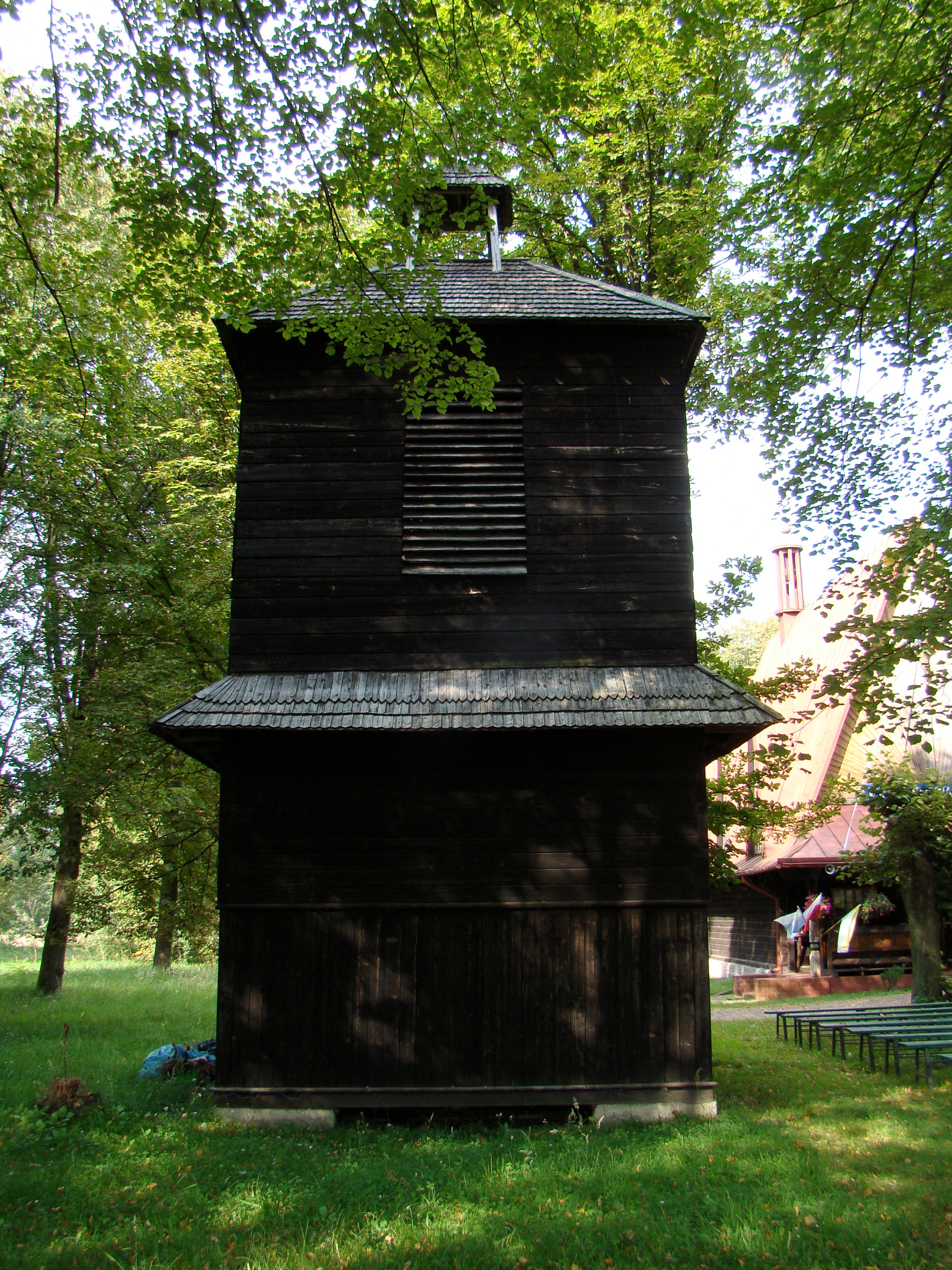
Drewniana dzwonnica
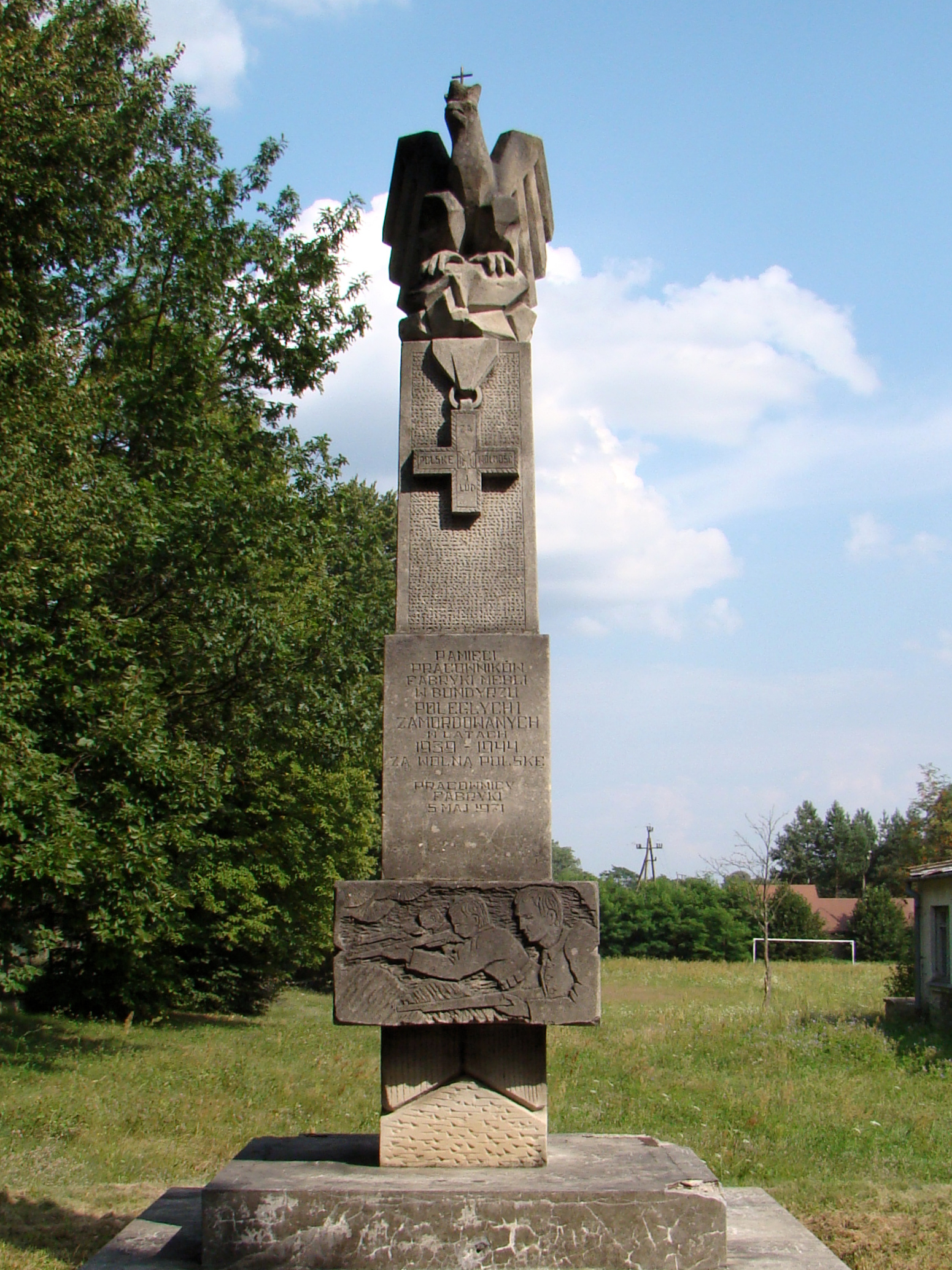
Pomnik poległych w II WŚ pracowników fabryki na terenie muzeum
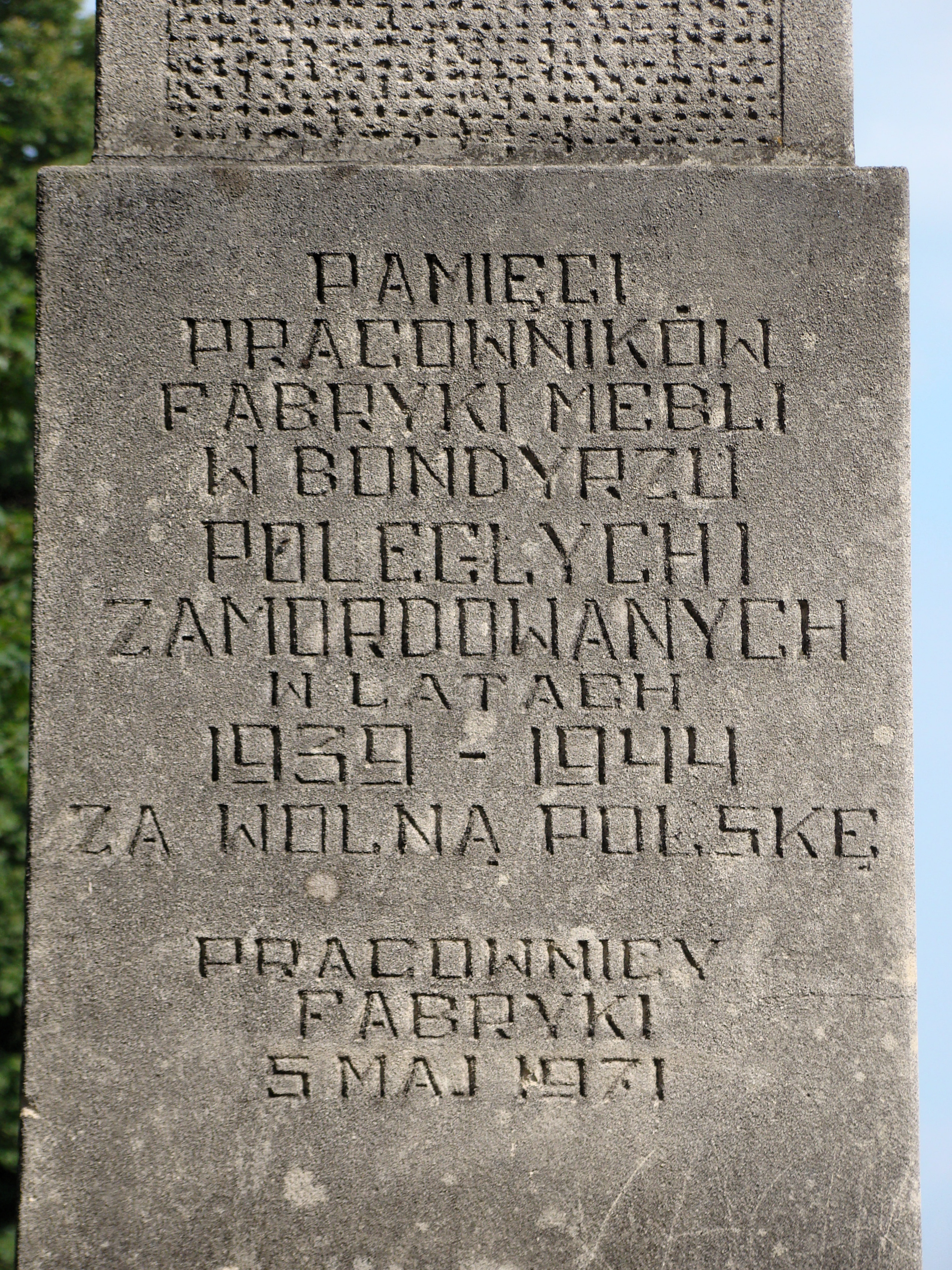
Tablica na pomniku poległych
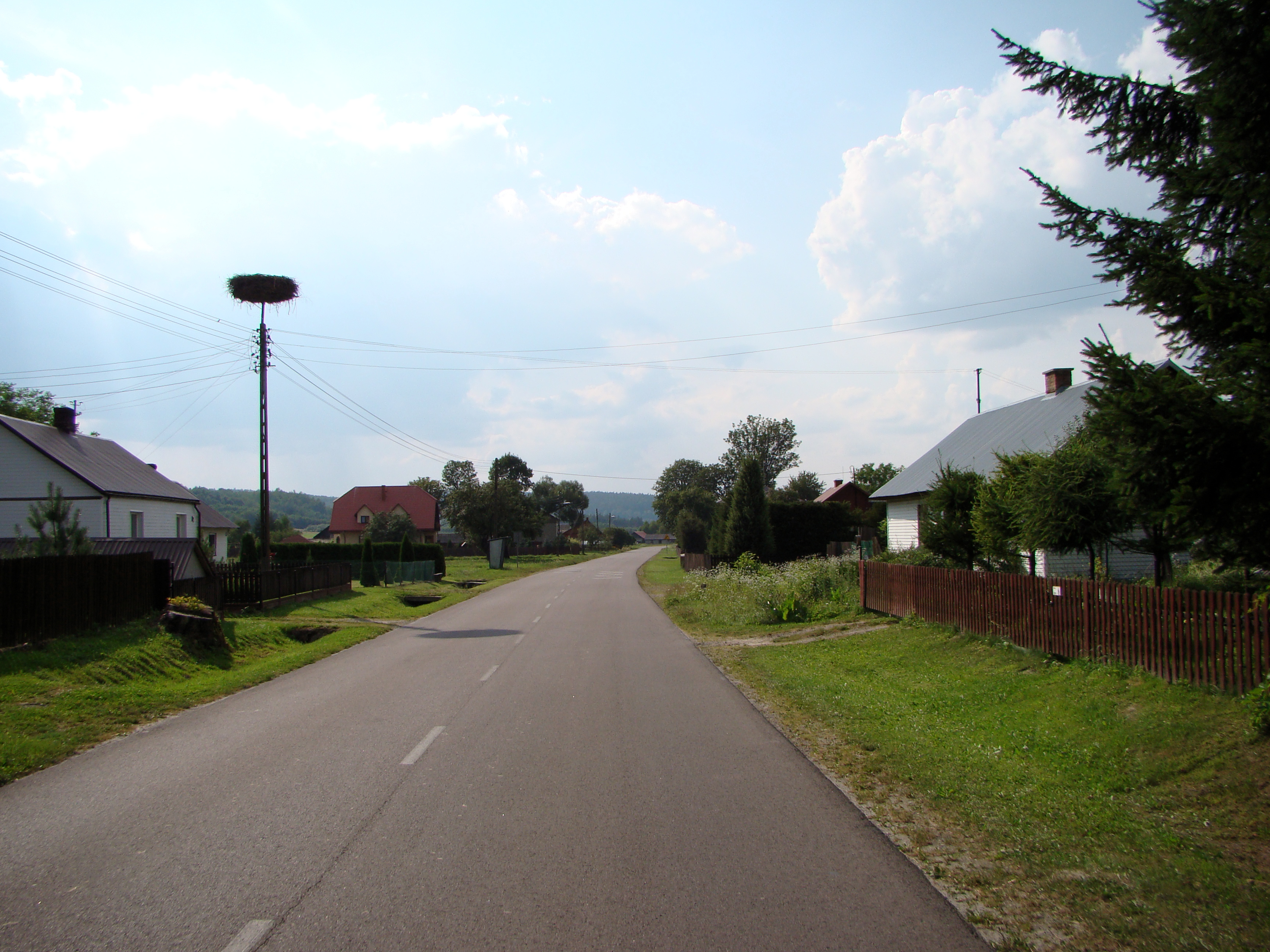
Droga prowadząca przez wieś